# Piezocera araujosilvai
Piezocera araujosilvai är en skalbaggsart som beskrevs av Julius Melzer 1935. Piezocera araujosilvai ingår i släktet Piezocera och familjen långhorningar. Inga underarter finns listade i Catalogue of Life.